# Chion-in

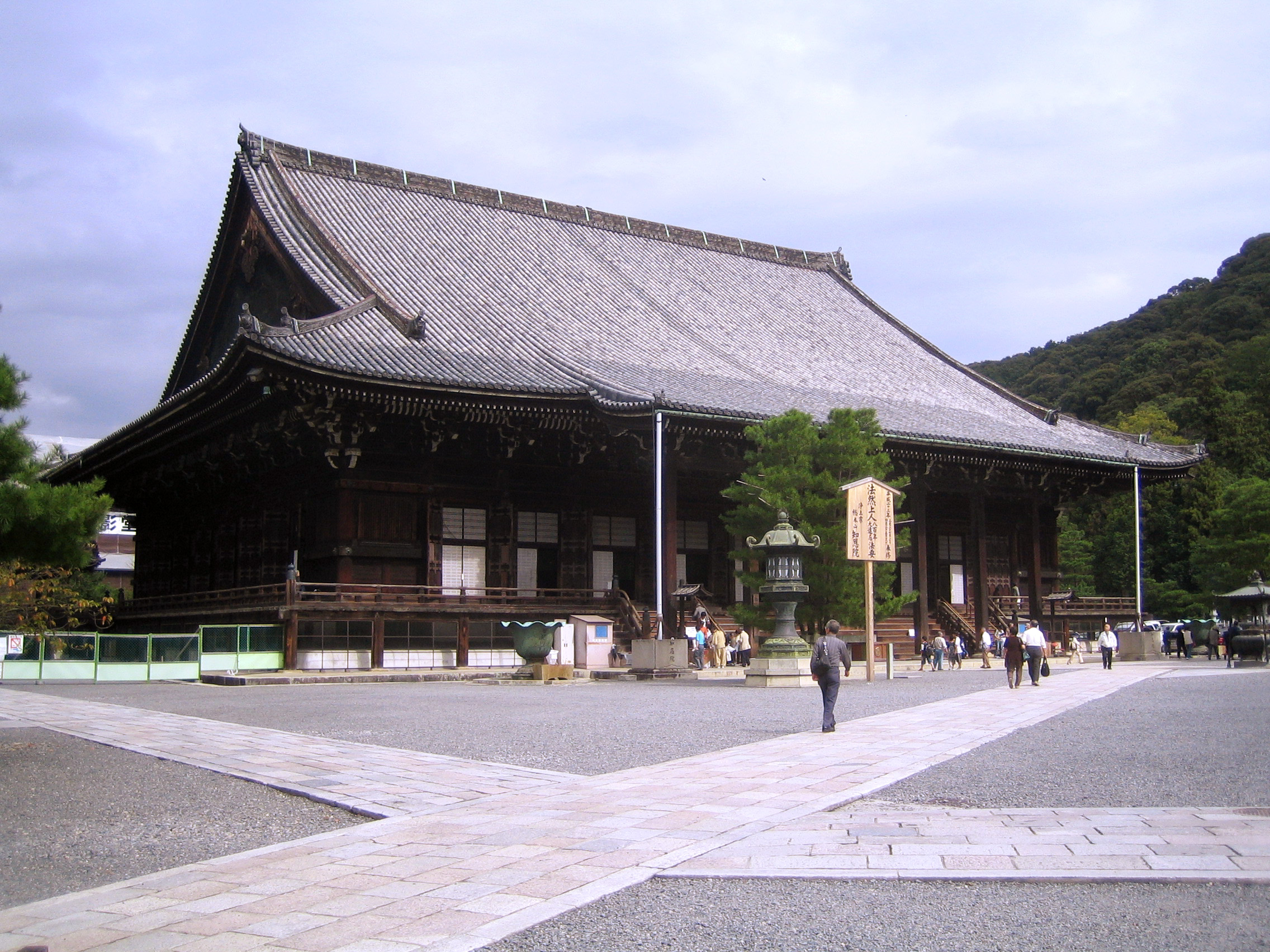
« Mieido » (御影堂), le principal bâtiment de Chion-in.

Le Chion-in (知恩院, Chion-in) dans l'arrondissement de Higashiyama-ku à Kyoto, au Japon, est le siège du Jōdo-shū (secte de la Terre pure) fondé par Hōnen (1133-1212), qui a proclamé que les êtres renaissent dans le Paradis de l'Ouest du bouddha Amida (Terre pure) par la récitation du nianfo (nembutsu), le nom d'Amida Bouddha.
Le vaste ensemble du Chion-in comprend le site où Hōnen s'est installé pour diffuser son enseignement et le site où il est mort.

## Histoire

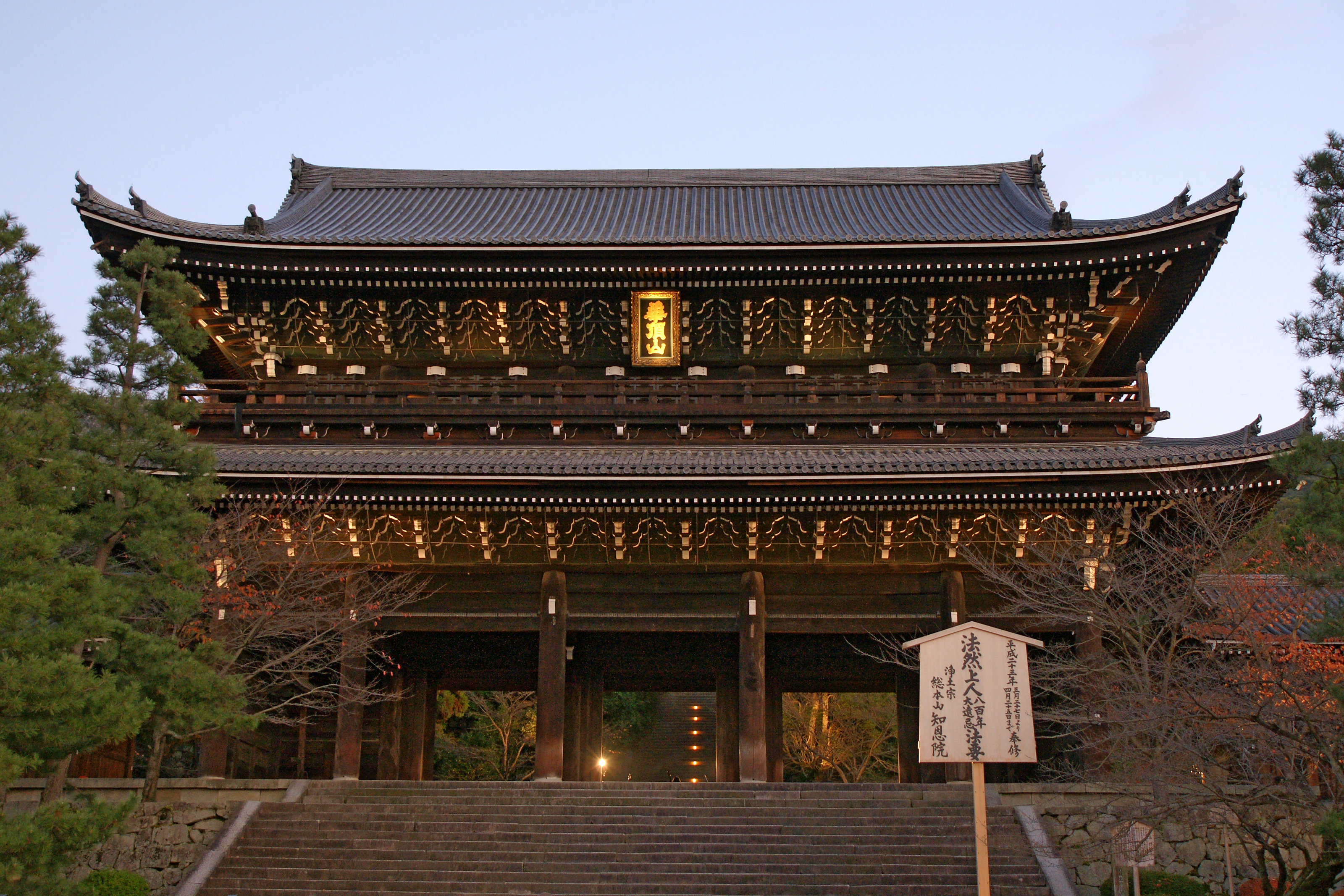
Sanmon (trésor national du Japon).

Le temple original est construit en 1234 par Genchi (1183-1238) le disciple de Hōnen, en mémoire de son maître et est nommé Chion-in. Alors que le temple est affilié de très près dans les premières années avec la branche Seizan du Jodo-shu, son huitième moine en chef, Nyoichi (1262-1321), est profondément influencé par le prêtre Ryōkū, un disciple de Ryōchū qui est le troisième chef de la branche Chinzei du bouddhisme Jōdo-shū et disciple de Benchō. Plus tard, Shunjō (1255-1355), successeur de Nyoichi, va plus loin encore en invoquant une biographie dans laquelle Renjaku-bo, le disciple de Genchi et Ryōchū conviennent qu'il n'existe pas de différence doctrinale entre eux, :

« Puis Renjaku-bo dit, Il y a accord complet entre ce que disent Genchi et Bencho dans leur enseignement de base. Mes disciples doivent donc désormais considérer l'enseignement de Chinzei comme le leur. Il n'est pas nécessaire de fonder une autre école. »

En 1450, Chion-in est entièrement sous le contrôle de la branche Chinzei mais exerce peu de contrôle direct du fait du début de la guerre d'Onin. De nombreux bâtiments du complexe sont détruits par les incendies en 1633, mais entièrement reconstruits, dont les bâtiments du palais qui existe aujourd'hui, par Tokugawa Iemitsu (1604-1651), le troisième shogun du shogunat Tokugawa.

## Architecture
La colossale porte principale, le sanmon, est construite en 1619 et demeure la plus grande structure de ce genre encore existante au Japon. Chion-in possède une grande et une petite maison d'hôte dans le style de toit irimoya, appelées « Ohojo » et « Kohojo » et qui sont désignées bien culturel important. Les deux maisons d'hôtes sont construites en 1641.

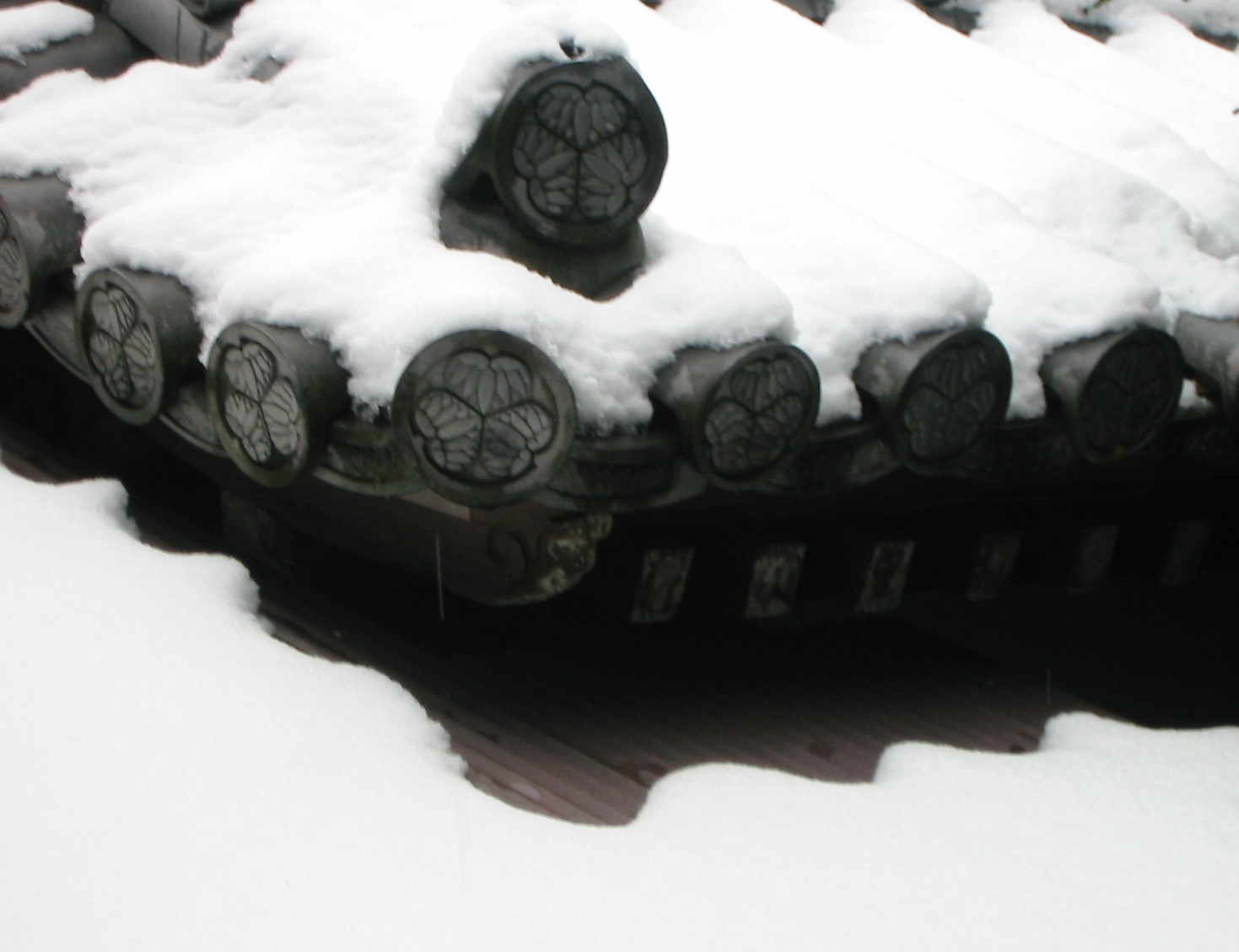
On voit ici le mon de la famille Tokugawa sculpté dans les extrémités des poutres du toit pour honorer leur patronage du temple.
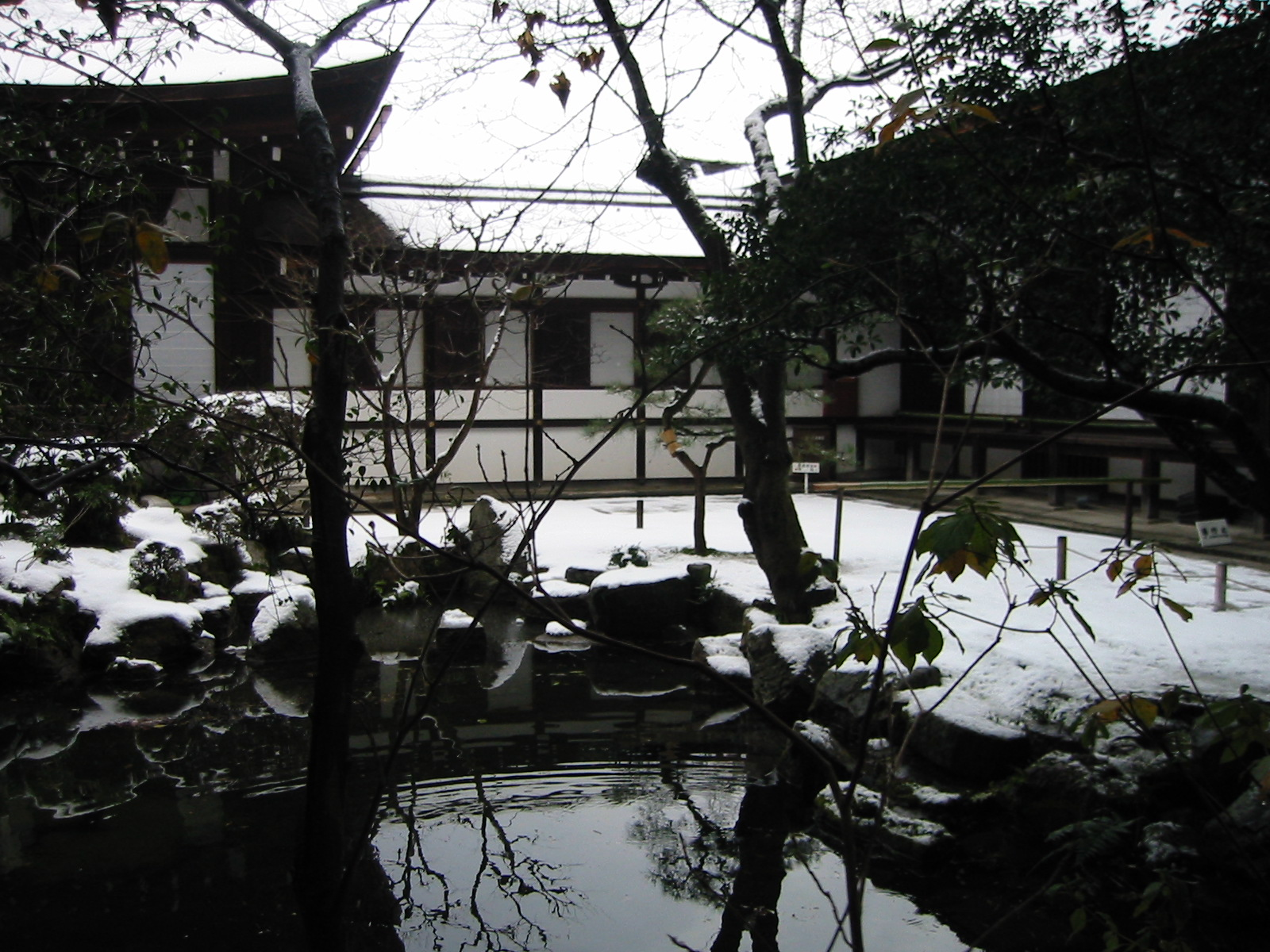
L'étang à l'arrière du temple Chion-in.
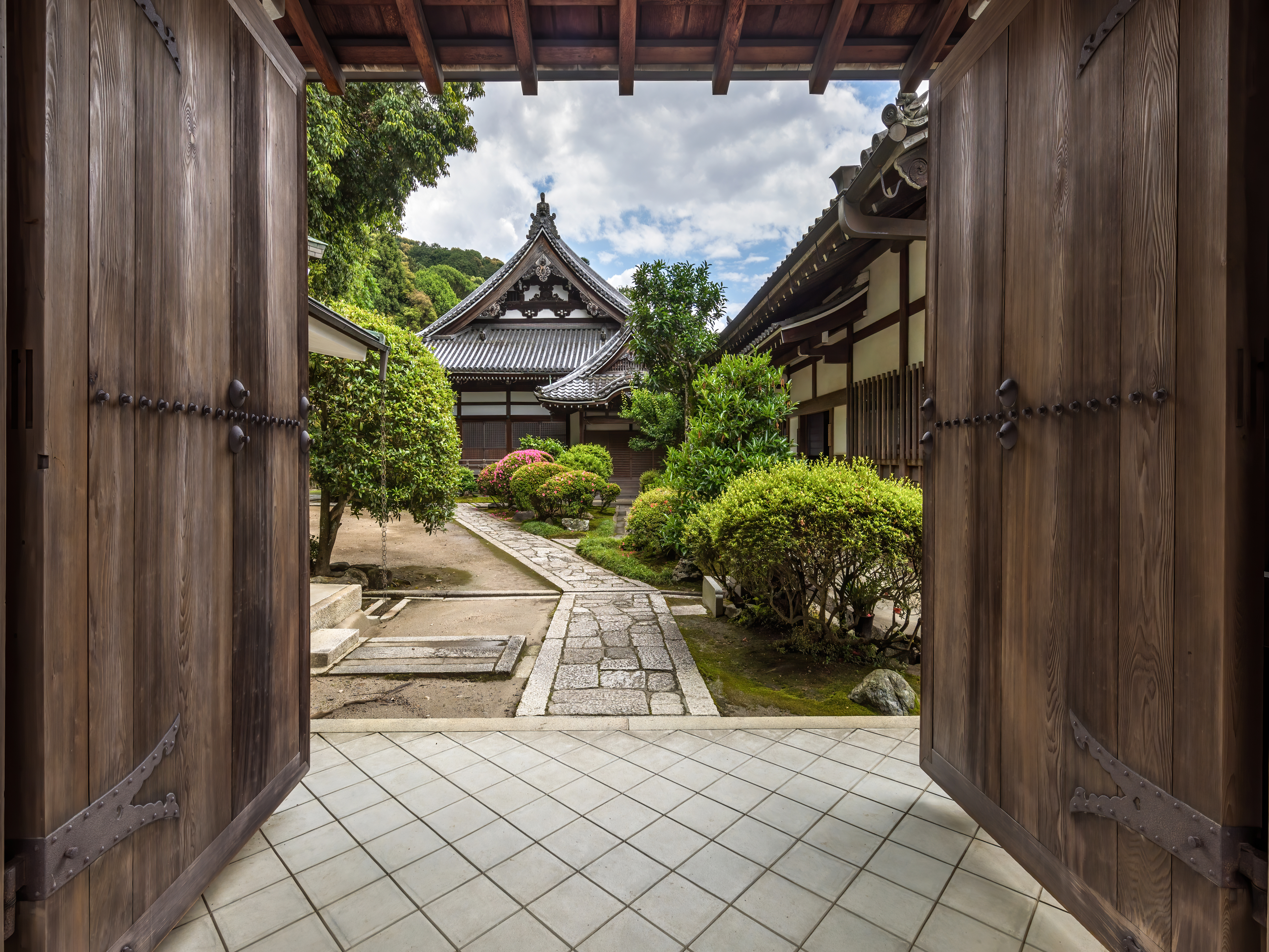
Grand porche en bois avec double porte ouverte conduisant au jardin du temple bouddhiste Isshinin, à l'intérieur du vaste complexe de Chion-in. Juin 2019.
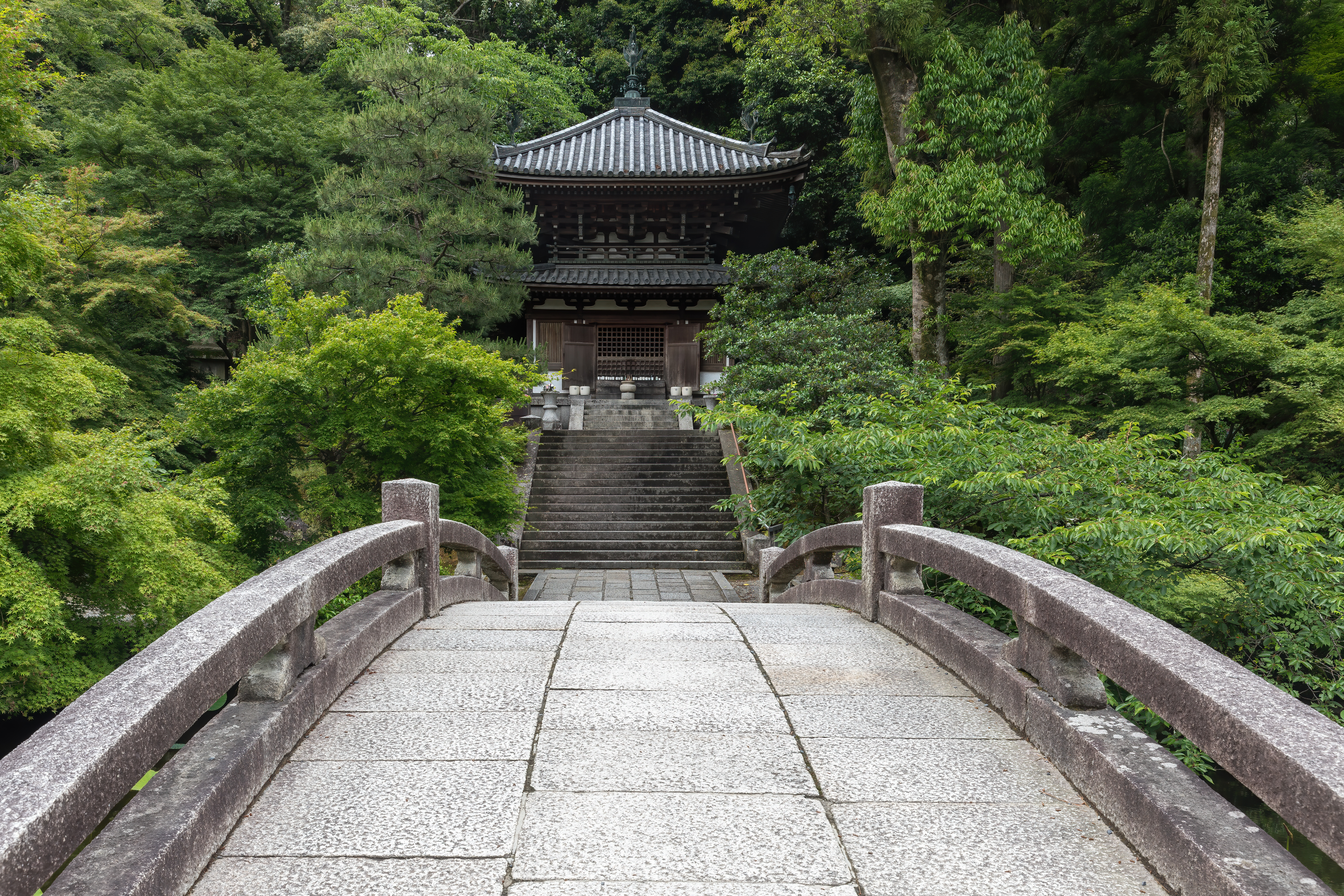
Pont en pierre menant à un cimetière entouré d'arbres, accessible par un escalier, à l'intérieur de Chion-in, Juin 2019.

Deux caractéristiques intéressantes sont propres à Chion-in. D'abord, les poutres du toit sont toutes sculptées avec le blason de la famille Tokugawa : trois feuilles de rose trémière.
Une autre caractéristique est le parapluie trouvé caché dans les chevrons hors du temple principal. Un des architectes qui a contribué à reconstruire le temple a placé le parapluie dans les chevrons pour contribuer à drainer la pluie (et par là à prévenir les incendies).
Enfin, une caractéristique intéressante à l'intérieur du temple sont les planches très grinçantes, bel exemple de plancher rossignol. Les planches en bois sont montées avec des extrémités métalliques qui frottent sur les joints en métal auxquels elles sont attachées, ce qui génère un bruit perçant quand quelqu'un marche dessus. Cela a été fait intentionnellement afin que la famille Tokugawa puisse détecter les intrus dans la nuit lorsqu'elle réside au temple.[réf. nécessaire]
Un enregistrement de ce plancher constitue le matériel d'une composition musicale créée par Zbigniew Karkowski et Akifumi Nakajima (Aube) en 1998.

## Situation
Directement au nord et attenant à Chion-in se trouve le temple Shōren-in, beaucoup plus petit. Directement au sud et attenant se trouve le parc Maruyama qui lui-même rejoint le sanctuaire Yasaka-jinja et donc Gion.

## Galerie

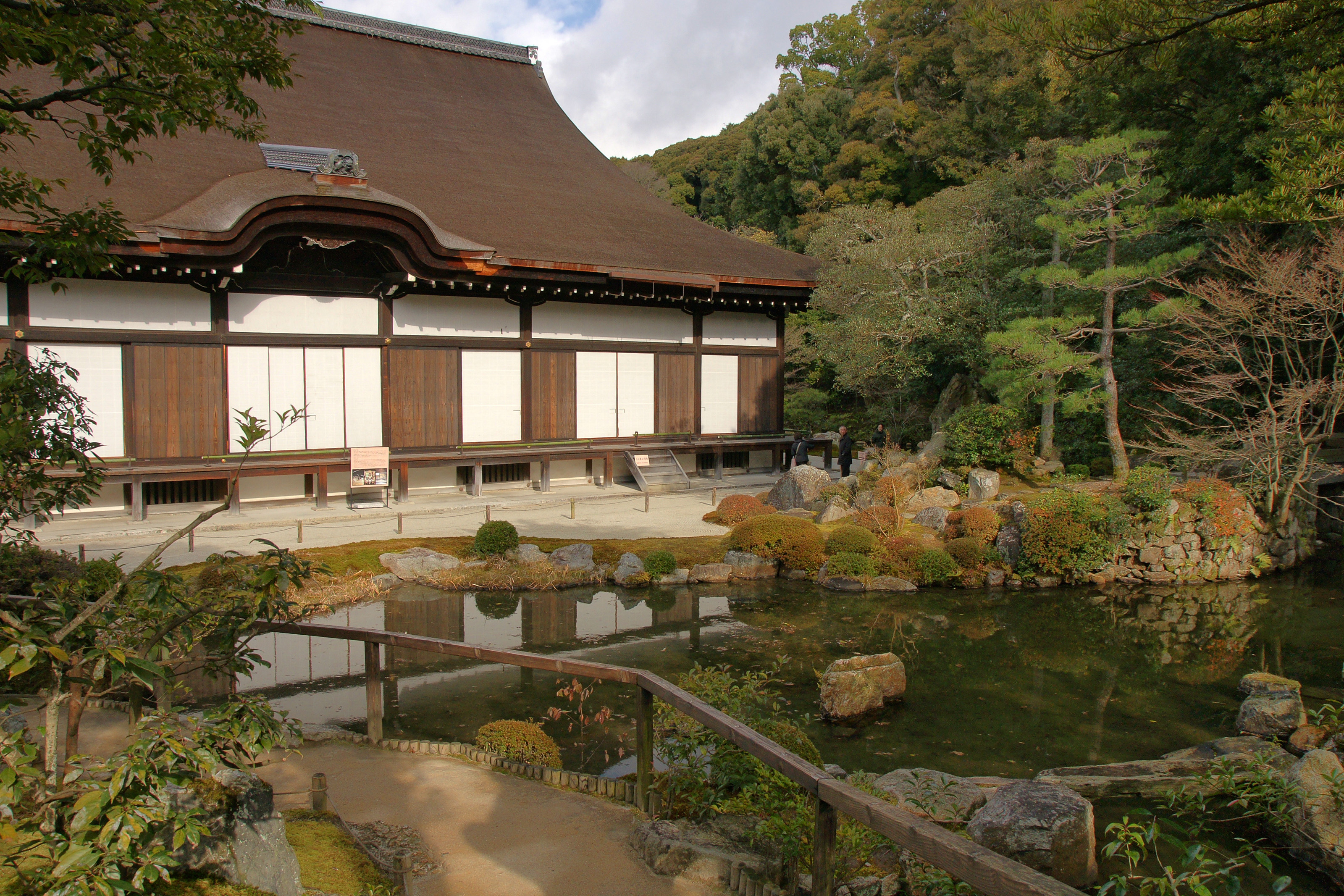
Daihojo.
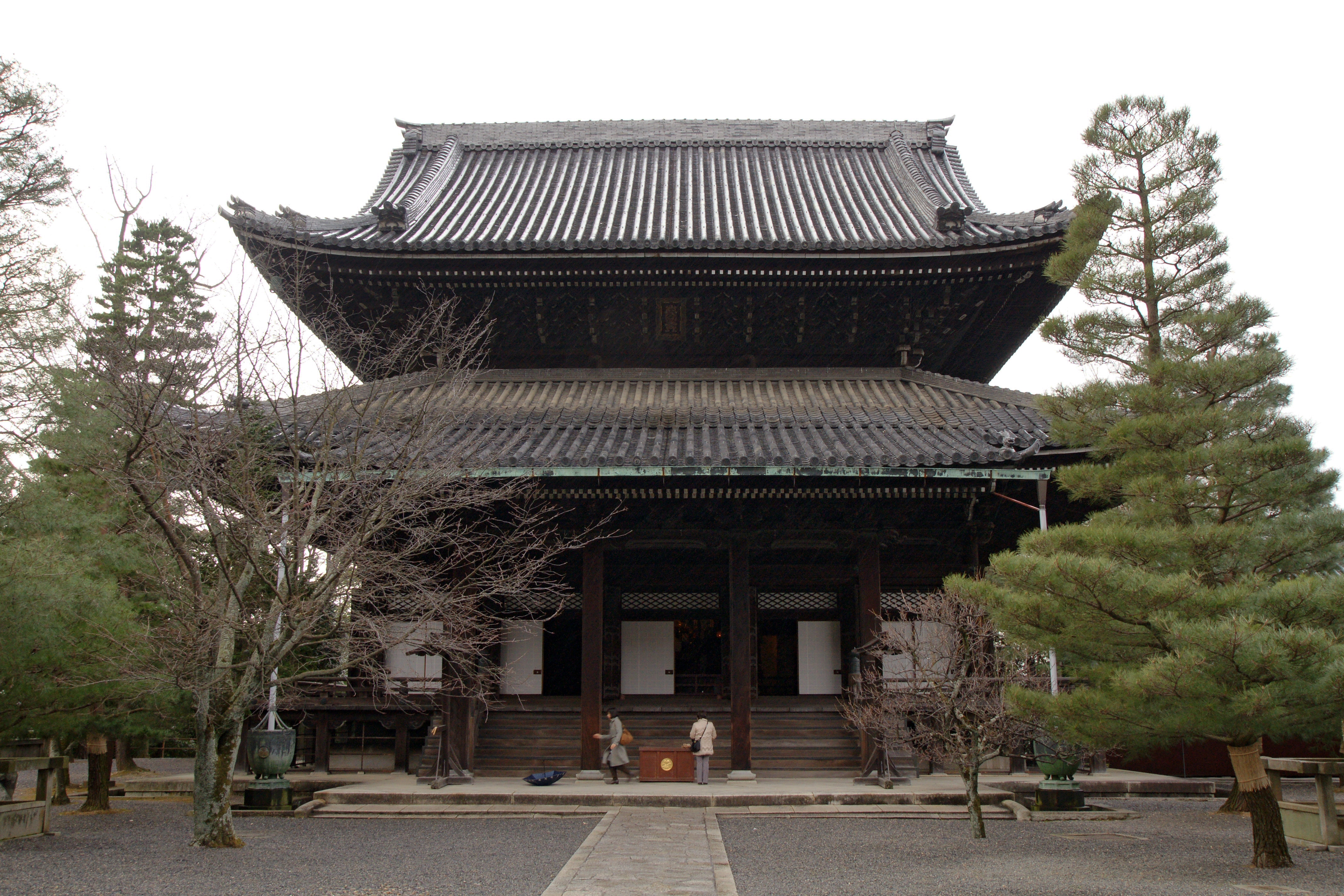
Amida-dō.
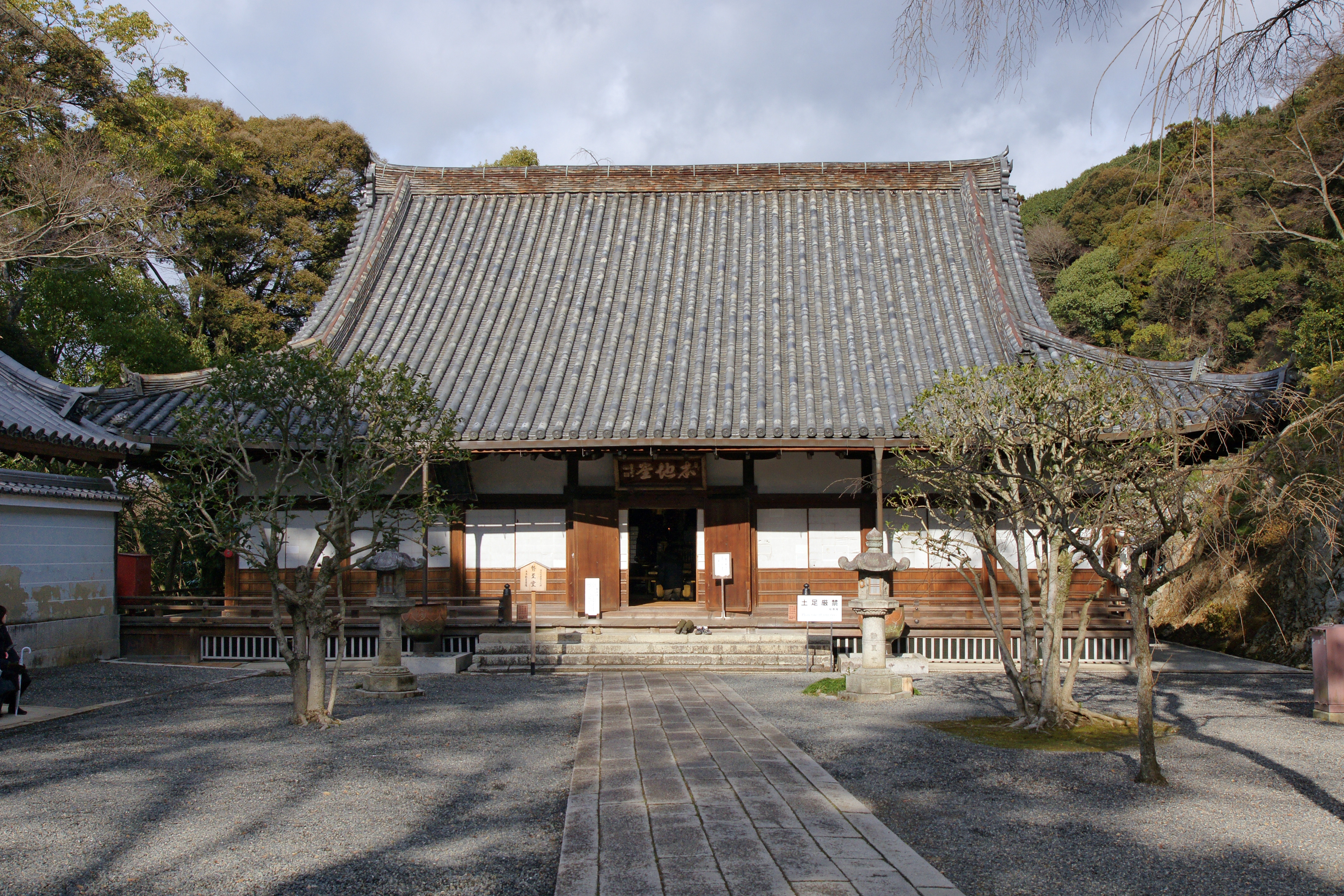
Seishi-dō.
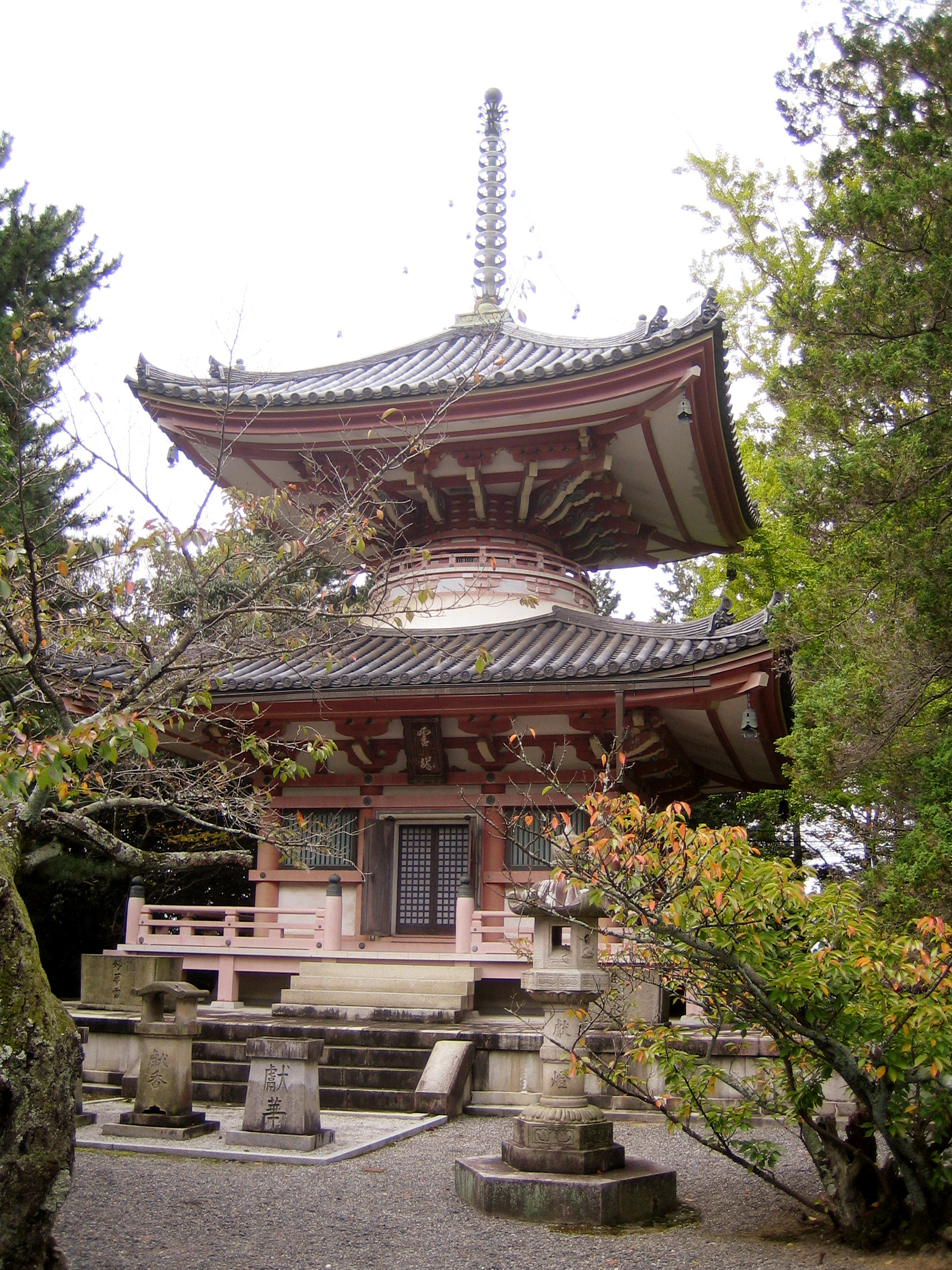
Tahōtō (pagode).